# Fiais da Telha
Fiais da Telha é uma aldeia da freguesia de Oliveira do Conde, no Município de Carregal do Sal.
Situada em plena Plataforma do Mondego, implantada em zona plana, num amplo maciço antigo do Planalto Beirão, e enquadrada pelos rio Dão, a Norte, e pelo rio Mondego, a Sul, foi sendo ocupada pelo Homem desde tempos pré-históricos, evidenciando inúmeros vestígios arqueológicos daquela época e de ocupação contínua do seu espaço, desde o Período Romano e Época Medieval.
É, assim, pela sua génese geomorfológica e orográfica, um espaço sem grandes elevações, salientando-se as suas vertentes suaves para os vales daqueles importantes recursos fluviais, nas quais predominam as densas manchas graníticas características desta região.
Característica, que veio a proporcionar excelentes condições naturais de fixação humana, já desde o período Pré-histórico, sendo, no presente, um facto comprovado pelo elevado e diversificado número de testemunhos arqueológicos inventariados na zona, atribuíveis aos Períodos Neolítico, Calcolítico e Idade do Bronze, passando pelos vestígios de ocupação romana, até à Idade Média.
Insere-se no Concelho de Carregal do Sal numa zona da Península Ibérica, berço da antiga Lusitânia, sendo muitos os testemunhos históricos da passagem dos primitivos invasores.
Dos antigos povos ficaram antas. Próximo ao centro da aldeia, encontra-se o Dólmen da Orca ou Lapa da Orca, também conhecido por 'Orca de Fiais da Telha', implantado no Planalto do Ameal, tendo a sul o Rio Mondego e a Ribeira de Azenha a Noroeste, coordenadas UTM 29 TNE 902778, Carta Militar de Portugal Nº 211 de Ervedal da Beira de 1993, a uma altitude de 313 metros.
Estende-se cerca de 3Km ao longo da EN 234, principal eixo rodoviário de ligação com os países da Europa. A Linha do Caminho de Ferro da Beira Alta, de igual modo, a mais importante via ferroviária no campo internacional, acompanha-a em toda a sua extensão, e a estas duas vias de acesso e à sua situação geográfica invejável, se deve, em boa medida, o desenvolvimento do seu aglomerado populacional e mesmo o progresso geral de todo o concelho.
Recentemente, a rede viária foi melhorada com a construção do IC12 (Variante de Carregal do Sal à Estrada Nacional 234) e, em termos municipais, foram igualmente construídas/melhoradas diversas estradas que aproximaram, significativamente, as povoações das várias freguesias e abertos inúmeros caminhos florestais.
Sendo servida por importantes vias de comunicação que lhe permitem o acesso rápido e em condições razoáveis ao resto da Europa, quer através do IP5 (agora A25), quer por via férrea através da Linha da Beira Alta gozando, desta forma, de uma situação geográfica privilegiada.
Possui um clima mediterrânico com feição continental, apresentando Invernos frios e Verões quentes e secos.
A sua morfologia é relativamente suave, a uma altitude pouco superior a 300 metros.
Predominam aqui, e no Concelho, as actividades ligadas ao sector terciário, seguidas pelas do secundário, tendo o sector primário um peso relativamente baixo.
Por outro lado, a agricultura foi, desde sempre, um meio de sobrevivência por excelência, mas a evolução dos tempos e os desafios do dia a dia remeteram para segundo plano este tipo de actividade que é ainda o meio de subsistência, mas da população com mais de cinquenta anos.
Em termos religiosos destaca-se a Festa de Santo António, padroeiro da localidade, no fim-de-semana seguinte ao dia 13 de Junho, que inclui o tributo prestado pelos pastores ao padroeiro, que consiste num desfile em corrida de rebanhos de ovelhas enfeitadas à volta da igreja e que só termina quando cada rebanho circunda, por completo o templo, desenhando um círculo.
Destacam-se ainda, organizadas pela ARDFT-Associação Recreativa e Desportiva de Fiais da Telha, as Festas de Verão, realizadas no mês de Agosto, e o Festival do Leitão, realizado entre o dia 15 de setembro e 15 de outubro.

## Trilhos
- «Rota do Baloiço de Fiais da Telha». AllTrails.com. Consultado em 22 de junho de 2024
- Wikiloc. «As melhores trilhas em Fiais da Telha, Viseu (Portugal) | Wikiloc». Wikiloc | Trilhas do Mundo. Consultado em 22 de junho de 2024
- «PR2 CRS: Rota dos Narcissus (Fiais da Telha, Carregal do Sal)». caminhosmil.blogs.sapo.pt. Consultado em 22 de junho de 2024